# Ascención de la Frontera
Ascensión ist eine Ortschaft im Departamento Santa Cruz im Tiefland des südamerikanischen Andenstaates Bolivien.

## Lage im Nahraum
Ascensión ist der bevölkerungsreichste Ort des Kanton San Petas im Municipio San Matías in der Provinz Ángel Sandoval. Die Ortschaft liegt auf einer Höhe von 249 m drei Kilometer südlich der bolivianischen Grenze zu Brasilien.

## Geographie
Ascensión liegt am Ostrand des bolivianischen Tieflandes im Feuchtgebiet des südamerikanischen Pantanal und weist ein tropisches Klima mit ausgeglichenem Temperaturverlauf auf.
Die mittlere Durchschnittstemperatur der Region liegt bei 27 °C (siehe Klimadiagramm San Matías), die Monatsdurchschnittstemperaturen schwanken nur unwesentlich zwischen 24 °C im Juni/Juli und 29 °C im November/Dezember. Der Jahresniederschlag beträgt etwa 1250 mm, wobei die Monate Juni bis September mit Monatsniederschlägen von weniger als 50 mm arid sind, während die Monate Dezember bis Februar Werte von jeweils rund 200 mm aufweisen.

## Verkehrsnetz
Ascensión liegt in einer Entfernung von 586 Straßenkilometern nordöstlich von Santa Cruz, der Hauptstadt des Departamentos.
Von Santa Cruz aus führt die asphaltierte Nationalstraße Ruta 4 über 57 Kilometer in nördlicher Richtung über Warnes nach Montero. Wenige Kilometer nördlich von Montero trifft sie auf die Ruta 10, die über eine Strecke von 648 Kilometern nach Osten führt und die Ortschaften San Ramón, San Javier und Santa Rosa de Roca als Asphaltstraße durchquert. Auf den restlichen 370 Kilometern über San Ignacio de Velasco und San Vicente de la Frontera bis zur Grenzstadt San Matías ist die Straße unbefestigt. Asención liegt 70 Kilometer hinter San Vicente und 121 Kilometer vor San Matías.

## Bevölkerung
Die Einwohnerzahl des Ortes ist den Jahrzehnten zwischen den letzten Volkszählungen leicht angestiegen:
| Jahr | Einwohner | Quelle       |
| ---- | --------- | ------------ |
| 1992 | 877       | Volkszählung |
| 2001 | 1072      | Volkszählung |
| 2012 | 949       | Volkszählung |
| 2024 |           | Volkszählung |